# Згурић Брдо
Згурић Брдо је насељено место у општини Покупско, у Туропољу, Хрватска. До нове територијалне организације у Хрватској место је припадало бившој великој општини Велика Горица.

## Становништво
| Националност       | 1991.     |
| Хрвати             | 44 (100%) |
| Срби               | 0         |
| Југословени        | 0         |
| остали и непознато | 0         |
| Укупно             | 44        |